# Volo su Marte
Volo su Marte (Flight to Mars) è un film di fantascienza del 1951 diretto da Lesley Selander.
Pellicola a basso costo girato in Cinecolor vagamente ispirata al film muto di produzione sovietica Aėlita (da cui deriva anche il nome della protagonista, interpretata da Marguerite Chapman, che si chiama Alita), è il secondo film di fantascienza degli anni cinquanta (dopo RX-M Destinazione Luna) a rappresentare un viaggio umano sul pianeta Marte (e il primo di quello stesso decennio a mostrare delle ragazze "marziane" in minigonna, sorta di vere e proprie pin-up extraterrestri).

## Trama
Un equipaggio di cinque valenti scienziati e tecnici statunitensi, tra i quali una giovane donna, viene scelto per il primo volo verso il pianeta Marte, a bordo di un razzo. Nel corso del viaggio uno sciame di meteoriti colpisce nello spazio la navicella spaziale, che rimane danneggiata. Giunto su Marte, l'equipaggio è costretto a tentare un atterraggio di fortuna sul pianeta rosso, nel quale i membri fortunosamente si salvano ma l'astronave rimane pressoché distrutta. Scesi con maschere a ossigeno sulla superficie del pianeta, il gruppo scopre l'esistenza di una civiltà, che ha costruito delle strutture in superficie che somigliano a grandi torri o ciminiere. Ben presto i marziani - che appaiono simili ai terrestri - si fanno vivi, dando il benvenuto ai terrestri e invitandoli a scendere con loro nel sottosuolo, dove vivono in città sotterranee.
L'equipaggio dell'astronave terrestre, bloccato sul pianeta alieno, ritiene che l'unico modo per fare ritorno a casa sia quello di ricostruire la loro astronave, riutilizzando alcune componenti dal rottame. I marziani sono più avanzati tecnologicamente in molti settori, ma non in quello aerospaziale, tanto che non sono mai riusciti a costruire un'astronave. Ikron, il leader marziano, promette assieme al consiglio aiuto ai terrestri per ricostruire la loro nave, ma in segreto trama per impadronirsene una volta completata ed eliminare l'equipaggio, in modo da poter replicare la navetta in molti esemplari e con una flotta far emigrare il suo popolo sulla Terra per conquistarla. Marte infatti è un pianeta morente e la sua civiltà è in declino, condannata all'estinzione entro pochi decenni.
L'equipaggio lavora di buona lena per ricostruire la nave e ben presto sono in vista del suo completamento, mentre le spie marziane li studiano. Alita, la figlia del capo marziano che si è innamorata di uno dei terrestri, quando scopre il complotto lo rivela all'equipaggio. I terrestri decidono in segreto di anticipare di due settimane la loro partenza, lasciando intendere invece che manchi almeno un mese al completamento della nave. Per rendere più credibile la loro storia, organizzano un finto incidente nel cantiere con una esplosione all'interno del razzo e dichiarano che è andato distrutto un componente essenziale, che dovrà essere ricostruito. Quando infine stanno per riunirsi in segreto nel loro vascello per fuggire, il loro piano viene scoperto da Ikron. Con l'aiuto di un membro dissidente del consiglio i terrestri riescono tuttavia a sfuggire alle guardie e a imbarcarsi assieme ad Alita. Potranno così tornare sulla Terra.

## Produzione
Per risparmiare sui costi di produzione il film, girato in Cinecolor secondo alcuni in soli 5 giorni (o secondo altri in 11), riutilizzava costumi e scenografie, come molti altri film degli anni cinquanta: le tute spaziali sono quelle di Uomini sulla luna; l'astronave a forma di razzo del film riapparirà in altre pellicole del periodo, come Mondo senza fine e Il mostro dell'astronave.
Venne proposto un seguito, Voyage to Venus, tuttavia mai realizzato.

## Edizione italiana
Il film uscì per la prima volta in Italia, con notevole ritardo, nel 1956. Negli anni ottanta venne ridoppiato per la programmazione televisiva (della quale però circola una copia in bianco e nero) dalla compagnia CVD di Oreste Lionello; lo stesso ridoppiaggio è stato utilizzato nel DVD Sinister Film (rimontato su una copia a colori).